# The Somberlain
Albums de Dissection
Storm of the Light's Bane
(1995)
The Somberlain est le premier album studio du groupe de black/death metal suédois Dissection. L'album est sorti en 1993 sous le label No Fashion Records.
Cet album a eu une très grande influence sur les groupes de black metal et de death metal mélodique.
Il s'agit d'un des premiers albums à avoir effectué le mélange entre le black metal et le death metal.
L'album est dédié à Euronymous, qui a été tué peu avant la sortie de l'album.
Il s'agit du seul album du groupe enregistré avec sa formation d'origine.
La couverture de la pochette a été réalisée par Kristian Wåhlin.
Le mot « Somberlain » fut inventé par Jon Nödtveidt. Il s'agit probablement du jeu de mots entre « Somber » (signifiant « sombre » en anglais) et « Chamberlain » (signifiant un « Chambellan », c'est-à-dire un gentilhomme chargé du service de la chambre d'un monarque).

## Musiciens
- Jon Nödtveidt - Chant, Guitare
- John Zwetsloot - Guitare
- Peter Palmdahl - Basse
- Ole Öhman - Batterie

## Liste des morceaux
| 1.    | Black Horizons                                   | 8:12 |
| 2.    | The Somberlain                                   | 7:08 |
| 3.    | Crimson Towers                                   | 0:50 |
| 4.    | A Land Forlorn                                   | 6:40 |
| 5.    | Heaven's Damnation                               | 4:42 |
| 6.    | Frozen                                           | 3:48 |
| 7.    | Into Infinite Obscurity                          | 1:06 |
| 8.    | In the Cold Winds of Nowhere                     | 4:22 |
| 9.    | The Grief Prophecy / Shadows over a Lost Kingdom | 3:32 |
| 10.   | Mistress of the Bleeding Sorrow                  | 4:37 |
| 11.   | Feathers Fell                                    | 0:41 |
| 45:38 |                                                  |      |